# Eccidio della Macchinina
L'eccidio della Macchinina è stata una strage fascista avvenuta il 28 marzo 1944 nei pressi di Gorino, in provincia di Ferrara, e nel corso della quale furono assassinati cinque uomini. 

## La strage
Il 23 marzo 1944 una centralina dello zuccherificio di Jolanda di Savoia, nel basso ferrarese, esplose a causa di una probabile fuga di gas. Pochi giorni dopo due militi della GNR furono ritrovati morti a Longastrino, frazione del comune di Argenta, al confine con la provincia di Ravenna. Il capo della Provincia Enrico Vezzalini, in concerto col questore Enzo Visioli, attribuì i due episodi alla Resistenza locale ed ordinò quindi una rappresaglia contro alcuni antifascisti ferraresi. Vennero quindi mobilitati i cosiddetti Tupin, ovverosia gli uomini della Compagnia Ausiliaria "M. Giorgi" della GNR di Ferrara, comandati dal capitano Carlo Tortonesi. Questo reparto, diventato tristemente noto per la sua crudeltà, era alle dirette dipendenze di Vezzalini.
La notte tra il 27 ed il 28 marzo gli uomini dei Tupin prelevarono Ernesto Alberghini, Augusto Mazzoni e Narciso Visser, tutti dipendenti della Società Elettrica Padana di Ferrara e li condussero nella caserma di via Cisterna del Follo. I tre uomini erano monitorati da tempo poiché ritenuti antifascisti e, nel caso di Visser, vicini alla Resistenza. Nelle stesse ore a Jolanda di Savoia una seconda squadra fascista arrestava l'ingegner Cesare Nurizzo, direttore del locale zuccherificio e che poco tempo prima aveva rifiutato la carica di podestà del paese, Arrigo Luppi, Luigi Cavicchini ed il parroco del paese Pietro Rizzo. I quattro uomini vennero quindi portati alla casa del fascio di Mesola e quivi interrogati.
A Ferrara nel frattempo, dopo un interrogatorio con botte e percosse, i tre prigionieri vennero fatti salire su un camioncino scortato poi fuori città da un convoglio di fortuna, composto da un furgone e due auto e guidato Tortonesi in persona. Giunto a Codigoro il camioncino andò in panne. I prigionieri vennero quindi fatti salire sulle altre due auto che componevano il corteo. Una volta giunti a Mesola la colonna proveniente da Ferrara si congiunse con un secondo gruppo di fascisti provenienti da Jolanda di Savoia che traeva con sé anche i quattro prigionieri fermati il giorno precedente. Dopo una lunga sosta il convoglio repubblichino ripartì alla volta di Goro, dove per velocizzare la marcia Tortonesi fece scendere dal camioncino, che arrancava sotto il peso dei passeggeri, i quattro uomini arrestati a Jolanda di Savoia.
Una volta giunti nei pressi del bivio per il ponte per Gorino Veneto Tortonesi fece arrestare la colonna. Sopraggiunto anche il gruppo di prigionieri che era stato costretto a proseguire a piedi, i sette uomini furono fatti allineare lungo l'argine. Comprendendo quanto stava per succedere Nurizzo iniziò a protestare a gran voce chiedendo agli ufficiali fascisti di essere regolarmente processato. In tutta risposta il vice di Tortonesi, Umberto De Sisti, si avvicino allo stesso Nurizzo sparandogli un colpo a bruciapelo che però mancò il bersaglio. Approfittando della confusione Luppi tentò la fuga scappando verso il Po. Parte dei fascisti gli corse dietro sparandogli ed uccidendolo. Il restante gruppo dei repubblichini, allarmato dalle due fughe, aprì il fuoco contro i restanti cinque uomini uccidendo sul colpo Alberghini, Mazzoni e Cavicchini. Don Pietro Rizzo, rimasto ferito da un colpo sparato da De Sisti, rimase a terra agonizzante alcuni minuti. Mentre il plotone stava sparando anche Nurizzo riuscì a fuggire correndo verso la golena sottostante schivando le pallottole sparate dai suoi aguzzini. Visser invece finse di cadere colpito e grazie allo scudo fatto gli dal corpo di Mazzoni riuscì a sopravvivere. Successivamente i fascisti iniziarono a gettare i corpi giù dall'argine verso il Po di Goro. Dopo essere finito nel fiume Visser rigettò l'acqua bevuta facendo così comprendere ai fascisti di essere incolume. In quello stesso istante Don Rizzo, ormai in fin di vita, rivolse alcune parole ai suoi aguzzini che lo finirono a raffiche. Questo permise a Visser di fuggire nel fiume e a scampare alla morte.

## Vittime
- Ernesto Alberghini, di Ferrara, classe 1898;
- Luigi Cavicchini, di Sermide, classe 1893;
- Arrigo Luppi, di Jolanda di Savoia, classe 1894;
- Augusto Mazzoni, di Ferrara, classe 1887;
- Pietro Rizzo, di Ferrara, classe 1900.

## Conseguenze
Fin da subito i fascisti si misero sulle tracce di Nurizzo e Visser. La presenza di due testimoni rischiava di compromettere pesantemente le massime autorità del fascismo ferrarese. Nelle ore successive i due superstiti si ritrovarono casualmente nella casa di un contadino che aveva offerto loro rifugio. Il mattino seguente i due uomini lasciarono con l'uomo che aveva dato loro rifugio. Imbattutisi in una pattuglia fascista, Visser riuscì a superare i controllo mentre Nurizzo, sprovvisto dei documenti, venne fermato. Consegnato alle autorità fasciste, fu risparmiato anche per la sua conoscenza della verità della strage, che i repubblichini avevano cercato di occultare. Come contrappasso fu costretto però ad accettare la carica di podestà di Jolanda di Savoia. Visser riuscirà invece a raggiungere il Veneto e a nascondersi presso il fratello del contadino che lo aveva aiutato.
Nel luglio seguente Vezzalini fu trasferito a Novara dove continuò con metodi brutali la repressione contro il locale movimento partigiano. A causa del suo operato fu esautorato dall'incarico di capo della Provincia. Negli ultimi giorni della guerra lasciò Genova e raggiunse Milano dove si unì alla colonna di Mussolini verso la Svizzera. Catturato anch'egli dai partigiani fu portato a Novara per essere processato da una corte d'Assise straordinaria. 

## Risvolti processuali
Il 15 giugno 1945 la corte d'Assise di Novara riconobbe Vezzalini colpevole di alcune stragi e lo condannò alla pena di morte. Fu fucilato il 23 settembre successivo.
Nel corso del processo la posizione di Tortonesi venne stralciata per un supplemento d'istruttoria per un duplice omicidio a Cavezzo, in provincia di Modena. L'11 ottobre il tribunale ferrarese condannò De Sisti a trent'anni di reclusione, dieci dei quali condonati, Felloni a diciotto anni di reclusione, sei dei quali condonati, e Bonora, Sangiorgi, Micheletti, Ferrari e Colombani a pene tra gli otto ed i sei anni reclusione. Negli anni successivi, grazie ad amnistie e sconti di pena, tutti i condannati in questo primo processo poterono uscire anticipatamente dal carcere.
Tra il 15 ed il 17 aprile 1947 si tenne a Ferrara il secondo processo contro i Tupin. Il procedimento si concluse con la condanna a morte di Tortonesi, riconosciuto colpevole della strage della Macchinina, dell'omicidio di due uomini nel modenese e di collaborazionismo militare. Bellino Bellini fu invece condannato a ventun anni di reclusione, Edro Scaroni a sei anni e tre mesi di reclusione e Virgilio Finessi a cinque anni e tre mesi. 
La Corte di Cassazione tramutò la condanna di Tortonesi in ergastolo il 19 novembre 1948. In virtù dell'amnistia Togliatti e dell'amnistia del 19 febbraio 1949 la pena dell'ex capo dei Tupin fu ridotta a diciannove anni di reclusione il 27 maggio 1950. Con il DPR del 19 dicembre 1953 la condanna fu ulteriormente ridotta a dieci anni di carcere. Dopo quest'ulteriore riduzione Tortonesi poté godere anche della scarcerazione anticipata lasciando la prigione dopo circa un anno e cinque mesi. Nel settembre 1967 chiuse definitivamente i conti con la giustizia ottenendo la riabilitazione.

## Monumenti
Sul luogo esatto dove fu consumata la strage è stato realizzato un monumento con inciso i nomi delle vittime. 